# كريستين ماكنتاير
كريستين ماكنتاير (بالإنجليزية: Christine McIntyre)‏ هي مغنية ومغنية أوبرا وممثلة أمريكية، ولدت في 16 أبريل 1911 في نوغاليس في الولايات المتحدة، وتوفيت في 8 يوليو 1984 في فان نويس في الولايات المتحدة بسبب سرطان.

## وصلات خارجية
- كريستين ماكنتاير على موقع IMDb (الإنجليزية)
- كريستين ماكنتاير على موقع قاعدة بيانات الفيلم (الإنجليزية)